# Грозненская ТЭЦ-1
Грозненская ТЭЦ-1 (Теплоэлектроцентраль имени Коминтерна) — теплоэлектроцентраль в Грозном. С момента пуска и до 1952 года, когда была построена Грозненская ТЭЦ-2 — самая мощная электростанция на Северном Кавказе.

## История

Памятник пожарным, погибшим при тушении пожаров от налётов фашистской авиации на Грозный.

Развитие грозненской нефтедобывающей и нефтеперерабатывающей промышленности привело к росту энергопотребления. Дальнейшее развитие региона требовало постройки электростанции. В 1924 году Север-Кавказская проектная организация «Электробюро» приступило к проработке проекта будущей ТЭЦ. В 1925 году к работе подключился Московский экспериментальный институт.
В 1929 проект был реализован. Основное оборудование для первой очереди ТЭЦ было изготовлено в Германии. ТЭЦ-1 была на тот момент самой мощной на Северном Кавказе. Пуск Грозненской ТЭЦ позволил досрочно выполнить план первой пятилетки. Вторая очередь ТЭЦ была запущена в 1932 году.
В 1938 году на ТЭЦ-1 был смонтирован первый в Советском Союзе газо-мазутный прямоточный котёл среднего давления.
В годы Великой Отечественной войны ТЭЦ была переведена на военный режим работы, а рабочий персонал — на казарменное положение. 15 августа 1942 года по решению Государственного Комитета Обороны начались демонтаж и эвакуация ТЭЦ. Семьи работников ТЭЦ эвакуировались в Усть-Каменогорск и Красноярск.
10 сентября 1942 года во время массированной бомбёжки фашистской авиацией на территорию ТЭЦ упало 18 авиабомб. Работу ТЭЦ удалось возобновить через два дня. Тушение возникшего сильного пожара заняло четверо суток. Полностью ТЭЦ удалость отремонтировать к середине 1944 года.

## В филателии
В СССР была выпущена почтовая карточка с изображением Грозненской ТЭЦ-1.